# Dymasius brevipes
Dymasius brevipes es una especie de escarabajo del género Dymasius, familia Cerambycidae. Fue descrita científicamente por Holzschuh en 1991.
Habita en Tailandia. Los machos y las hembras miden aproximadamente 25,2 mm. El período de vuelo de esta especie ocurre en el mes de mayo.